# Cal Combelles (Fondarella)
Cal Combelles és un monument del municipi de Fondarella (Pla d'Urgell) inclòs en l'Inventari del Patrimoni Arquitectònic de Catalunya.

## Descripció
Casa gran entre mitgeres, resultat de diferents èpoques constructives. Compartimentació interior força complexa amb planta baixa, pis i golfa, amb entresòl a la part posterior i galeries assolellades.

## Història
Característiques de la façana del segle xviii, encara que sense les volades dels balcons. Les èpoques constructives començarien al segle xv, com es reflecteix al portal de mig punt dovellat. L'acabament es faria al segle xviii. Després l'edifici ha rebut una capa de tipisme, com es veu pel moblament.
Aquesta fitxa ha de ser consultada juntament amb la que es correspon amb Cal Renyé, ja que les cases havien estat una mateixa finca (tal com ho demostren les arcades de la planta baixa). No obstant sembla que al segle xvi el solar que ocupa Cal Combelles era conegut com el castell i allí s'hi allotjava el senyor de Fondarella, en aquells moments Miquel Cassala.